# Меркурис, Спирос (младший)
Спи́рос Мерку́рис (греч. Σπύρος Μερκούρης; 10 января 1925, Афины — 24 августа 2018, Афины) — греческий политик и общественный деятель, один из соучредителей Всегреческого социалистического движения (ПАСОК), почётный член правления (англ. Honorary Board Member) Фонда Мелины Меркури (англ.  Melina Mercouri Foundation), активный участник и куратор проекта Культурная столица Европы, почётный президент Международного Дельфийского совета.

## Факты биографии
Спирос Меркурис родился в Афинах в 1925 году. Его старшая сестра, известная певица Мелина Меркури, в книге «Рождённая гречанкой» (1971 год) с любовью вспоминает их знаменитого деда Спиридона Меркуриса — мэра Афин, которого звали «большой Спирос» в отличие от внука «маленького Спироса».
Спирос изучал право в Афинском университете. Во время военной диктатуры чёрных полковников в Греции (1967 — 1974) Меркурис, как активист ПАСОК, принимал участие в движении «Демократическая оборона». В четырнадцати странах Европы он активно способствовал проведению концертного тура своей сестры Мелины Меркури, направленного против диктаторского режима. Спирос давал интервью по поводу политических событий и не раз выступал с критикой диктатуры.
С 1969 по 1981 год Спирос был владельцем и директором лондонской компании недвижимости «Dimmerk Property Developments LTD»; с 1981 по 1989 год — специальным советником и координатором разнообразных культурных событий в Греции и за рубежом. В 1988 году он был организатором в Афинах праздничной церемонии передачи олимпийского огня для продолжения эстафеты в Азии накануне XXIV Олимпиады в Сеуле, где открывалась подготовленная Спиросом выставка «Разум и тело».
Будучи членом правления Фонда Мелины Меркури и Культурного центра афинского муниципалитета, Спирос Меркурис являлся куратором многочисленных презентаций, симпозиумов, телевизионных программ, продюсером и режиссёром документальных фильмов: «Поэты воспевают Грецию», «Путешествие сквозь миф и время», «Культурное наследие Онассисов».
Кроме того, Спирос Меркурис внёс свой вклад в создание точных копий античных кораблей, в частности «Кирения II» и триремы «Олимпия», которые в праздничной обстановке спускались на воду.
Меркурис следовал примеру своего любимого деда, афинского мэра «Спироса (старшего)», дом которого, по словам Мелины Меркури, был открыт для горожан. Спирос (младший) тоже охотно принимал у себя тех, кто приезжал за советами и консультациями, например, по поводу двух культурных столиц Европы 2017 года: Орхус (Дания) — Пафос (Кипр).

## Участие в международных культурных проектах
Мелина Меркури, когда была министром культуры Греции, инициировала проект Культурная столица Европы, стартовавший в Афинах в 1985 году. В 1980-е годы Спирос Меркурис, помимо курирования программы «Афины — культурная столица Европы 1985», активно участвовал в многообразных культурных акциях.
В 1990 году он был греческим координаром года культурных мероприятий в Далласе (англ. Dallas World Salute to Greece).
В престижных греческих и зарубежных музеях (Вашингтона, Лондона, Берлина и др.) Меркурис организовывал и курировал около 70 выставок по темам: «Греция и море», «Демократия и классическое образование», «Сцена Диониса — театральное пространство античной драмы» и так далее.
С отчётом о работе, проделанной за 25 лет, Спирос Меркурис выступил в 2010 году на юбилейной конференции Совета Европейского союза. Вслед за обзором накопленного опыта он выделил проблемы цинизма, неуверенности, страха и погони за деньгами, которые возникают, если в современном обществе игнорируются вопросы развития гуманитарной культуры, её идей и ценностей.

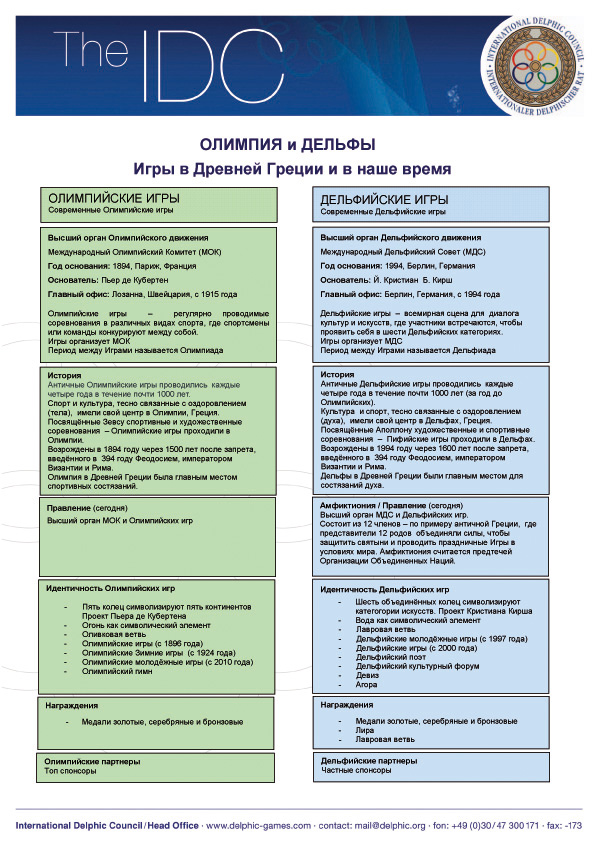
Сопоставление Олимпийских игр и Дельфийских игр

Спирос Меркурис известен не только у себя на родине, но и далеко за её пределами. Он не раз посещал города России в качестве почётного президента Сети европейских городов культуры и культурных месяцев (англ. ECCM – Network of the European Cities of Culture and Cultural Months).
Одобряя идею проведения Дельфийских игр современности в разных странах мира, Спирос Меркурис стал Дельфийским послом в 2012 году, а в 2014 году дал согласие на присвоение ему титула почётного президента МДС.
Как почётный президент МДС он обратился с посланием к участникам специального Дельфийского саммита в Ист-Лондоне, Умтате и Мфезо (июль 2014 года), где Дивина Баутиста, Кристиан Кирш и Золани Мкива обрисовали ближайшие перспективы Дельфийского движения. Спирос Меркурис подчеркнул первостепенную важность стремления к конструктивному диалогу между народами и культурами, к приоритету духовных ценностей:

Оригинальный текст (англ.)We must finally understand that when there is an increase in material goods, which is not followed with a parallel development of ideas and values, then the lifestyle created flattens every cultural creation and is doomed to wither and decline.
«Мы должны, наконец, понять, что увеличение материальных благ без параллельного развития идей и ценностей ведёт к нивелированию стиля жизни, к сокращению и упадку роли культуры.»

24 августа 2018 года Спирос Меркурис скончался в Афинах. На церемонии прощания присутствовали: действующий президент Греции Прокопис Павлопулос, вице-спикер парламента Никитас Какламанис, представители партии ПАСОК — Павлос Геруланос, Анна Диамандопулу, Костас Лалиотис (греч. Κώστας Λαλιώτης); министр культуры и спорта Греции Лидия Кониордоу (греч. Λυδία Κονιόρδου), греческая актриса Анна Фонсу (греч. Άννα Φόνσου), родственники и друзья. По желанию семьи, собранные деньги (вместо затрат на траурные гирлянды) переданы благотворительному фонду «Дом актера», директором-координатором которого был Спирос Меркурис.